# Bromelia morreniana
Espèce
Bromelia morreniana est une espèce de plantes tropicales de la famille des Bromeliaceae, endémique du Brésil.

## Synonymes
- Cryptanthus morrenianus Regel
- Distiacanthus morrenianus (Regel) Baker

## Distribution
L'espèce est endémique du nord du Brésil.

## Description
L'espèce est hémicryptophyte.